# Tikbalang

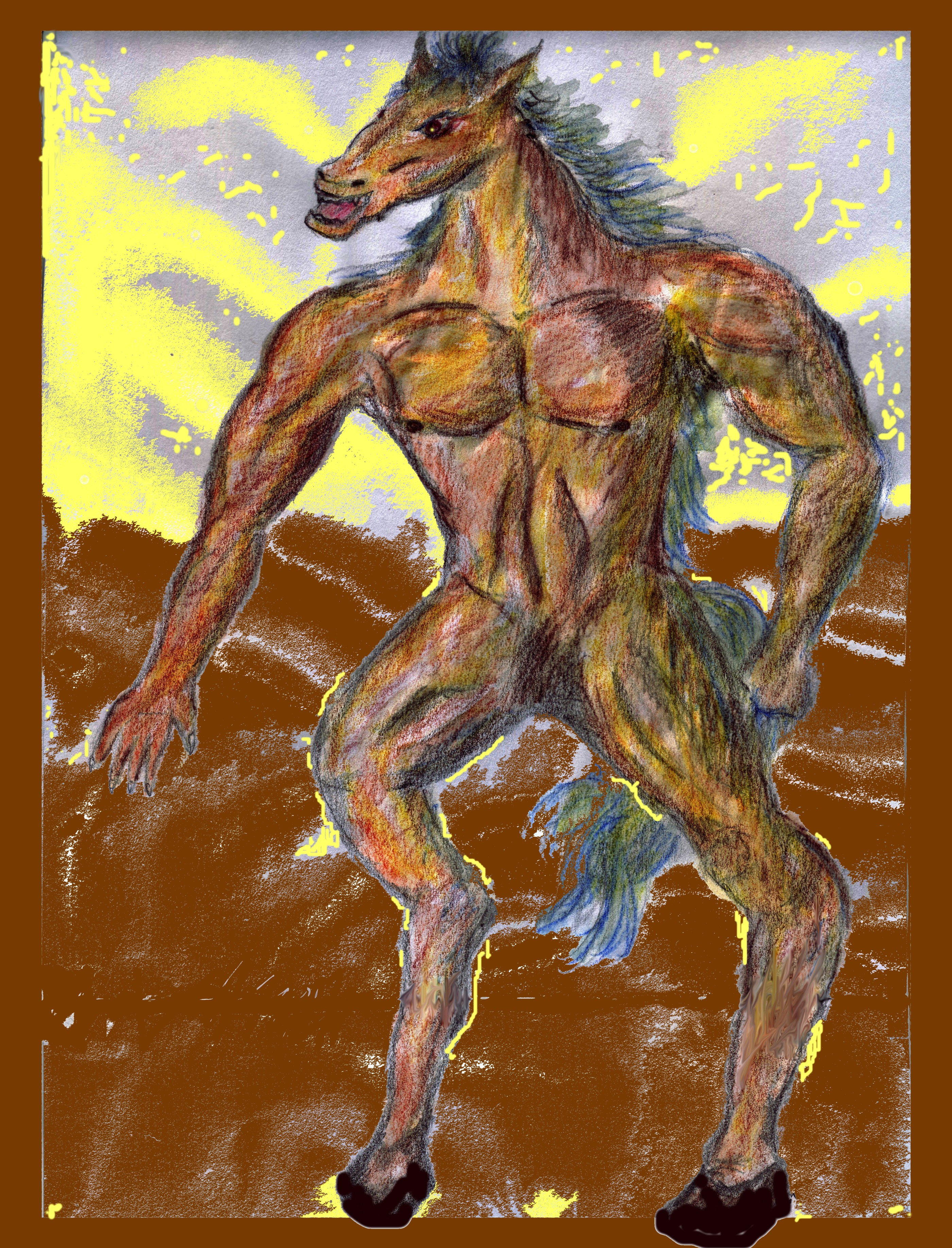
Representación de un Tikbalang

El Tikbalang (también escrito como Tigbalang, Tigbalan o Tikbalan) es una criatura del folclore filipino. Se dice que se esconden en las montañas y los bosques de Filipinas. Por lo general, se describe como una criatura alta, huesuda y humanoide con extremidades desproporcionadamente largas, hasta el punto de que sus rodillas llegan por encima de su cabeza cuando se pone en cuclillas. Tiene la cabeza y las patas de un animal, generalmente un caballo. A veces se cree que es una transformación de un feto abortado que ha sido enviado a la tierra desde el limbo.
En la religión cristiana y en la demonología existe una creatura similar o equivalente, el cual es llamado Orobas, un demonio igual de inofensivo como el Tikbalang.

## Origen

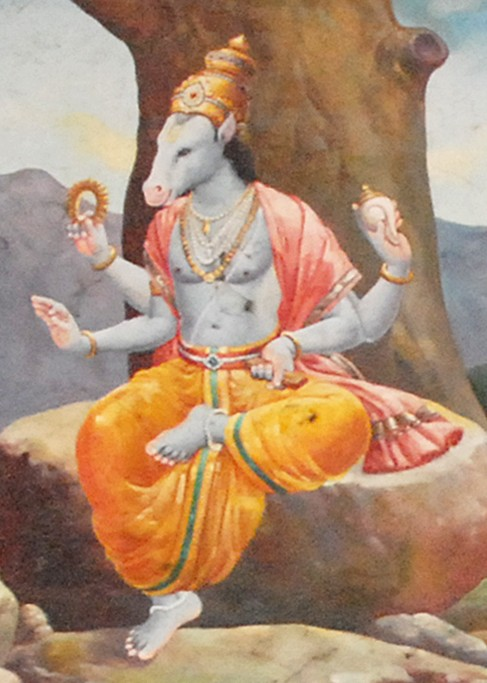
La imagen de Hayagriva es un avatar con cabeza de caballo del Señor Vishnu en el hinduismo.

La forma del Tikbalang se remonta a 4000 años, con raíces en el hinduismo que explican cómo esa influencia se convirtió en la misteriosa criatura de medio caballo que conocemos hoy en día.
Los antiguos pobladores en las Filipinas creían en el animismo. Creían que el mundo tiene su propia conciencia y que las piedras, los árboles, las montañas, el agua, los animales, el sol y la luna tenían un poder oculto conocido como el espíritu o el "ídolo". Este poder podría ser bueno o dañar al espíritu, pero se creía que controlaba algunos aspectos de la vida. En 1589, durante los primeros días de la ocupación española, el padre Juan de Plasencia documentó el conocimiento a largo plazo de los pueblos indígenas en Tikbalang.
El hinduismo, desde sus orígenes en la India, se extendió al sudeste asiático en 200 d. C., a medida que la influencia cultural india se extendió por la región a través de rutas comerciales. Tikbalang pudo haberse originado en Hayagriva, un avatar del dios hindú Vishnu. La adoración de Hayagriva se registró en el año 2000 a. C.
Las imágenes de aves voladoras gigantes, el Tikbalang y las sirenas están sacadas de las imágenes hindúes. La influencia en la religión también prevalecía con el concepto de un mundo de varias capas: el cielo y el infierno. Según los puranas hindúes, hay catorce mundos en el universo: los siete superiores y los siete inferiores. Los siete mundos superiores son Bhuh, Bhavah, Swah, Mahah, Janah, Tapah, y Satyam; y los siete mundos inferiores son Atala, Vitala, Sutala, Rasatala, Talatala, Mahatala y Patala. La región conocida como Bhuh es la tierra donde moramos.
Comenzó su asociación con Tikbalang 1860 el descubrimiento de una estatua a Camboya desde el siglo X. Describió los demonios que Vadavamuka, la versión más radical del avatar de Vishnu. Finalmente, el budismo cambió la imagen de Hayagriva: una pequeña cabeza de caballo flotaba para coronar el fuego. En China, se proporcionó la vieja imagen del rostro de Hayagriva con caballos, uno de los demonios que guarda en el infierno. Probablemente sucedió lo mismo en Tikbalang, adaptándolo a los filipinos en sus creencias después de exigir cultura a través del comercio. Novecientos años antes de la llegada de los españoles, acudían a los mercaderes chinos en Filipinas y, mientras estaban allí, usaban caballos. Pero apenas ha comenzado la evolución de Tikbalang.

## Leyenda
Según la leyenda, el Tikbalang es un ser monstruoso que habita los bosques de Filipinas y que vagan por las noches. Es una criatura humanoide alta y huesuda con la cabeza y los cascos de un caballo y extremidades desproporcionadamente largas, hasta el punto de que sus rodillas alcanzan su cabeza cuando se agacha. En algunas versiones es una transformación de un feto abortado enviado a la tierra desde el limbo.
Otras versiones dicen que el Tikbalang habita las montañas y bosques de las Filipinas, y vaga por la noche buscando mujeres para violarlas y que así puedan dar a luz a nuevos Tikbalang.
Su comportamiento o interacción con los humanos varía, dependiendo de los encuentros con estas criaturas; puede ser juguetón y bromista, o un peligroso psicópata que busca activamente dañar a los humanos. Tienen la habilidad de enloquecer y desorientar a las personas, así como inducir alucinaciones en sus presas. En ciertas versiones, el demonio puede presentar un acertijo a su víctima. Si la respuesta es correcta, le entregará una olla con oro y lo dejará seguir su camino, pero si no la víctima quedará perdida en medio del bosque.
Si un viajero sospecha que un Tikbalang lo está despistando para hacerlo perderse en el bosque, puede defenderse poniéndose la camiseta al revés, pedirle permiso al ente para cruzar el bosque o evitar hacer ruido para no molestar u ofender al demonio. Existe la posibilidad de esclavizar a este ser, y eso involucra arrancarle tres pelos de la lustrosa y abundante crin dorada en su cabeza. En ese caso, el Tikbalang quedará convertido en un fiel sirviente y ayudará a la persona a salir del bosque.

## Supersticiones
Los tikbalangs asustan a los viajeros, los descarrilan y los engañan, como hacer que regresen a un camino arbitrario sin importar cuán lejos lleguen o giren. Esto se contrarresta usando la camisa de adentro hacia afuera. Otra contramedida es pedir permiso en voz alta para pasar o no producir demasiado ruido en el bosque para no ofender o molestar al tikbalang. El Tikbalang es un fantasma que asume una variedad de formas, y algunas veces confiere un don similar a cierto individuo favorecido. Una superstición popular entre los tagalos de la provincia de Rizal es que los tikbalangs son guardianes benevolentes de los reinos elementales. Por lo general, se encuentran de pie al pie de grandes árboles buscando a cualquiera que se atreva a otorgar malignidad en el territorio de su reino.
Un dicho común dice que la lluvia de un medio de cielo despejado "puede kinakasal na tikbalang" ('un tikbalang está consiguiendo casado'). Esto fue potencialmente conectado con un proverbio similar español que afirma una bruja se iba a casar cuando había lluvia en un día soleado, aunque muchas culturas tienen dichos dichos en los que se casa una figura embaucadora (cp. boda de zorro, boda de oso, cumpleaños de mono/boda).
En algunas versiones, el tikbalang también puede transformarse en forma humana o volverse invisible para los humanos. Les gusta llevar a los viajeros por mal camino.
Tikbalang se asocia generalmente con áreas oscuras, escasamente pobladas, cubiertas de follaje, con leyendas que identifican su morada como debajo de puentes, en grupos de bambú o arboledas de plátanos, y encima de árboles Kalumpang (Sterculia foetida) o Balite (Ficus indica).

## En la cultura popular
- En la expansión de Munchkin centauros de las mazmorras es posible enfrentarse a un tikbalang.

- Tikbalang: The Horse Demon fue el primer episodio de la serie web documental Creatures Of Philippine Mythology del 2015, producida por The Aswang Project y High Banks Entertainment Ltd. Rastrea el origen de la imagen de Tikbalang en India, alrededor del año 2000 aC, y sigue su evolución al día moderno.[3]

- Un tikbalang llamado Lusyo ocupa un lugar destacado en The Mythology Class, una novela gráfica escrita e ilustrada por el creador del cómic filipino Arnold Arre.

- Tikbalang Kung Kabilugan ng Buwan es un cuento para niños de los mitos de Tikbalang, escrito por Victoria Añonuevo, ilustrado por Kora Dandan-Albano y publicado por Adarna House, destinado a familiarizar a las jóvenes audiencias filipinas con criaturas filipinas mitológicas. En la historia, un Tikbalang se siente solo por la falta de un compañero de juegos durante la luna llena, una época en que los niños filipinos de generaciones pasadas tradicionalmente salían a jugar a la luz de la luna. En busca de un compañero de juegos, el Tikbalang deja su hogar en el árbol de Kalumpang y se encuentra primero con un Kapre, luego con un Nuno, un Aswang y un Tiyanak, antes de que finalmente se encuentre con otro Tikbalang como compañero de juego adecuado.

- Un Tikbalang aparece como un fae en la serie 3, episodio 10 ("Delinquents") del drama sobrenatural de SyFy, Lost Girl.

- Los Tikbalang son personajes recurrentes en la serie de televisión y cómic filipino Trese.